# Klervi
 (décembre 2015).
Si vous disposez d'ouvrages ou d'articles de référence ou si vous connaissez des sites web de qualité traitant du thème abordé ici, merci de compléter l'article en donnant les références utiles à sa vérifiabilité et en les liant à la section « Notes et références ».
Klervi est un prénom féminin d’origine celtique.

## Étymologie celtique
Plusieurs étymologies existent :  
- de haer qui signifie fort en vieux breton[1].
- petit bijou, joyau, perle[2] du vieux-breton Kreiroi, qui aurait donné "kreir" (relique) en breton actuel[3]

- il est probable que le prénom soit dérivé du gallois Creirwy qui viendrait du mot "crair" (chose aimée, trésor) et "byw" (vivant) ou "wy" (œuf, symbole de l'origine du monde). Creirwy est un personnage de la mythologie galloise, fille de Ceridwen. Dans le cadre de cette hypothèse, "crair" est à rapprocher du mot "kreir" en breton actuel, sus-mentionné, et "vi", le mot breton pour oeuf.

## Fête
- 3 octobre[4] ou le 21 décembre

La sainte patronne est sainte Klerwi.

## Prénoms dérivés
- Klerwi
- Clervie

- Klervy
- Klervie
- Klervia